# Zajukowo
Zajukowo (ros. Заюково) – wieś w Rosji, w Kabardo-Bałkarii, w rejonie baksańskim. W 2010 liczyła 11 229 mieszkańców.